# Site archéologique de Corseul
Le site archéologique de Corseul est un complexe protohistorique et gallo-romain. Il est localisé au sein de la commune de Corseul, dans le département des Côtes-d'Armor, en région Bretagne. Le site se déploie à l'intérieur des terres à une quinzaine de kilomètres « à vol d'oiseau » de la baie de l'Arguenon et de celle de Lancieux. À leur apogée, au cours de la Haut-Empire, les structures qui constituent l'antique cité coriosolite atteignent une superficie totale avoisinant 100 hectares.
Le site connaît une occupation dès la fin de l'époque néolithique et celle du début de l'Âge du bronze.
C'est au cours de la fin de l'Âge du fer que le complexe protohistorique de Corseul affirme un net développement. Elle se présente, à cette époque, comme la « capitale » de la tribu gauloise des Coriosolites. L'oppidum appartenant à la civitates des Côtes-d'Armor confirme son statut de métropole à l'époque gallo-romaine. Elle devient alors Fanum Martis. Ce toponyme est attesté sur la carte de Peutinger. Au début de l'ère chrétienne, le site antique de Corseul connaît un déclin significatif.
De nombreux vestiges archéologiques ont été mis en évidence au cœur de la cité coriosolite. Les ruines du sanctuaire gallo-romain de Corseul dédié au dieu Mars ont ainsi été exhumées au début du XIXe siècle au sein du lieu-dit « le Haut Becherel ». Celles-ci sont classées au patrimoine des monuments historiques français en 1840. Ce temple est élevé au Ier siècle apr. J.-C. D'autres explorations archéologiques, réalisées à partir de la fin du XIXe siècle, ont permis de dégager d'importantes structures urbaines. Ces constructions, également d'époque gallo-romaine, ont fait l'objet de vastes programmes de prospections et de sondages préventifs dans les années 1980. Ces constructions antiques possèdent le statut de monument historique depuis 1997.
Enfin, des prospections archéologiques ont révélé des infrastructures funéraires sous la forme de sépultures, des habitats domestiques, sous la forme de domus, de nombreux artefacts de céramiques, des inscriptions épigraphiques rédigées en langue latine, ainsi que divers autres objets tels que des moule à usage monétaire, ou encore des ex-voto confectionnés en bronze représentant, entre autres, des Harpocrates.

## Localisation
Le site archéologique de Corseul est situé à 11 kilomètres de Dinan, le long de la nationale 176, au Nord-Ouest de la départementale 734. Les vestiges antiques de l'ancienne cité Coriosolite se déploient au sein de plusieurs lieux-dits, dont le « Haut-Bécherel », localisé à 1,7 kilomètre de Dinan ; le « Champs Mulon », au Nord-Ouest du centre-ville ; « Monterfil », à l'Est du cœur de Corseul ; et enfin la « Colonne de Jupiter », juste au voisinage de l'église et de la Mairie.

## Toponymie

Peuples gaulois autour de Corseul.

Mentionnés par Jules César dans ses Commentaires sur la guerre des Gaules (57 av J.-C.), les Coriosolites furent amenés à bâtir ex nihilo, sous la pression de l'empereur Auguste, leur capitale administrative et religieuse. Celle-ci, construite sur le territoire correspondant à la Civitas (cité gauloise) des Coriosolites, fut nommée Fanum Martis (« temple de Mars ») en latin. Le toponyme est attesté sur la carte de Peutinger. Au début de l'ère chrétienne, le site antique de Corseul connaît un déclin significatif.
Aux IIIe et IVe siècles, comme beaucoup de chef-lieu de cité, Fanum Martis, la civitas gallo-romaine des Coriosolites, changea de nom pour prendre celui du peuple dont elle était la capitale pour devenir Corseul. Ces mutations toponymiques sont intervenues à une époque où la solidité de l'Empire romain se fissurait. On observa alors, entre autres éléments significatifs, une renaissance des antiques divinités gauloises locales dans les sculptures religieuses et les inscriptions dédicatoires. Le changement des noms de cité révèle sans doute un phénomène du même ordre, lié à une résurgence des vieux sentiments d'appartenance ethnique des peuples gaulois.

## Histoire

### Néolithique et Protohistoire
Le site fut occupé à la fin du Néolithique et au début de l'Âge du bronze. Au cours de la fin de l'Âge du fer, le site connut un net développement. On pense qu'il devint la capitale de la tribu gauloise des Coriosolites (ou Curiosolites), peuple qui frappait monnaie. L'oppidum appartenant à la civitas des Coriosolites fut confirmé dans son statut à l'époque gallo-romaine.

### Période gallo-romaine
Les différentes campagnes de fouilles archéologiques effectuées de celles de Colbert de Beaulieu, en 1961, jusqu'à celles entreprises dans la première moitié des années 1980, n'ont révélé aucune trace d'un établissement d'importance dans l'ancienne agglomération de Corseul. Ainsi, aucun indice probant de vestiges n'est venu corroborer l'hyppothèse que Corseul ait été le centre politique de la civitas des Coriosolites antérieurement à la conquête des Gaules, par les troupes romaines de Jules César, en 52 av. J.-C.. L'essentiel de la parure monumentale et du réseau viaire se met en place au cours de la période augustéenne>.

## Vestiges

### Le temple de Mars
Le sanctuaire des Coriosolites dit « Temple de Mars » au Haut-Bécherel, classé monument historique en 1840 et 1997. Le temple fut construit vers le milieu du Ier siècle et fut utilisé jusqu'à la fin du IIIe siècle.
Il ne reste de ce temple que trois pans de murs d'une dizaine de mètres de hauteur, dont la cella est octogonale. L'ensemble du sanctuaire avait une superficie de près d'un hectare.

### Les vestiges gallo-romains duClos Mulon
Les premières domus avaient été construites dès le Ier siècle selon un quadrillage déterminant des îlots urbains (insulae). La domus du Clos-Mulon est située à 100 mètres du centre du bourg. Au cours des trois premiers siècles de notre ère, la domus du Clos-Mulon appartenait probablement à un notable coriosolite aisé qui y recevait sa clientèle. Plus tard, elle fut complétée à l’ouest par un ensemble thermal.

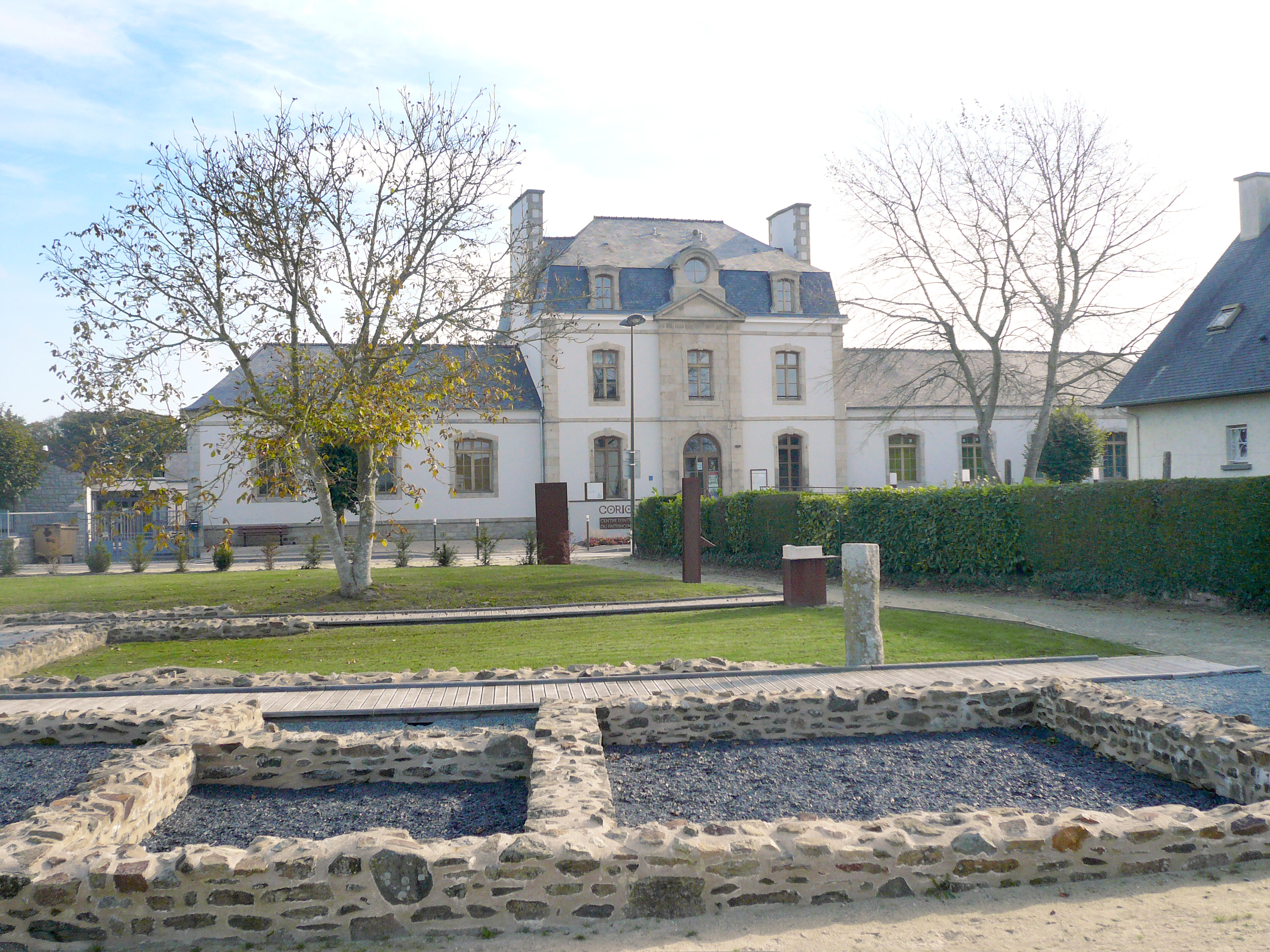
Les fondations de la domus du Clos-Mulon.
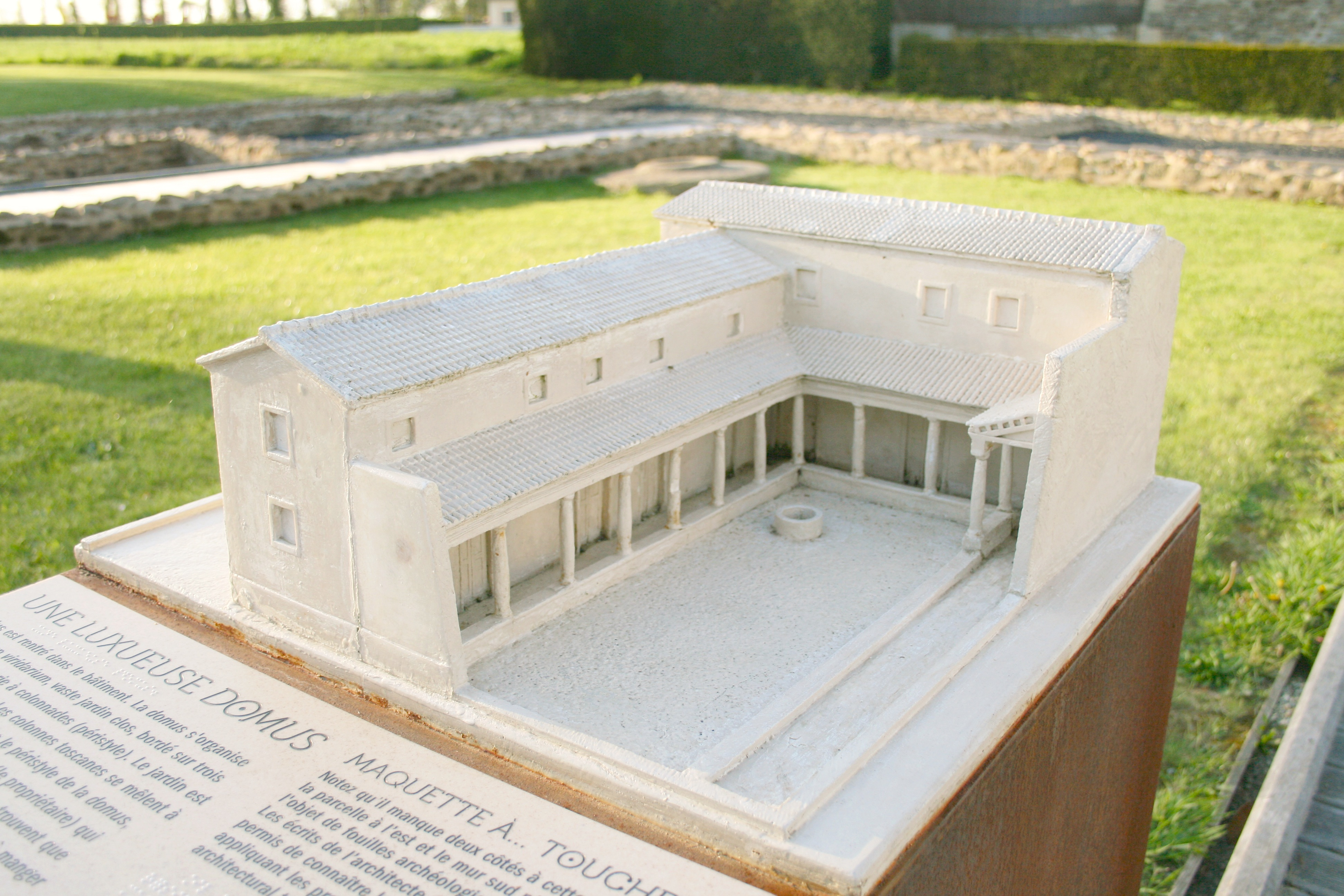
Maquette (à toucher) de la domus du Clos Mulon placée devant le site et accompagnée d'un panneau explicatif écrit en français et en braille.

### Les vestiges gallo-romains deMonterfil
Le lieu-dit de « Monterfil » a livré un important mobilier archéologique. Parmi les artefacts mis au jour, des tessons de céramiques sigillées ont été signalés au cœur de certaines des ruines d'habitat domestique du « Monterfil ». Trois de ces exemplaires de poterie fine présentent des motifs inédits et richement travaillés. L'un laisse apparaître deux bandeaux, dont un représente une scène de chasse avec personnage et des décorations sous forme de petites perles. Une autre est ornée d'un gladiateur, de cervidés ainsi que des motifs végétaux en alternance de rosettes.

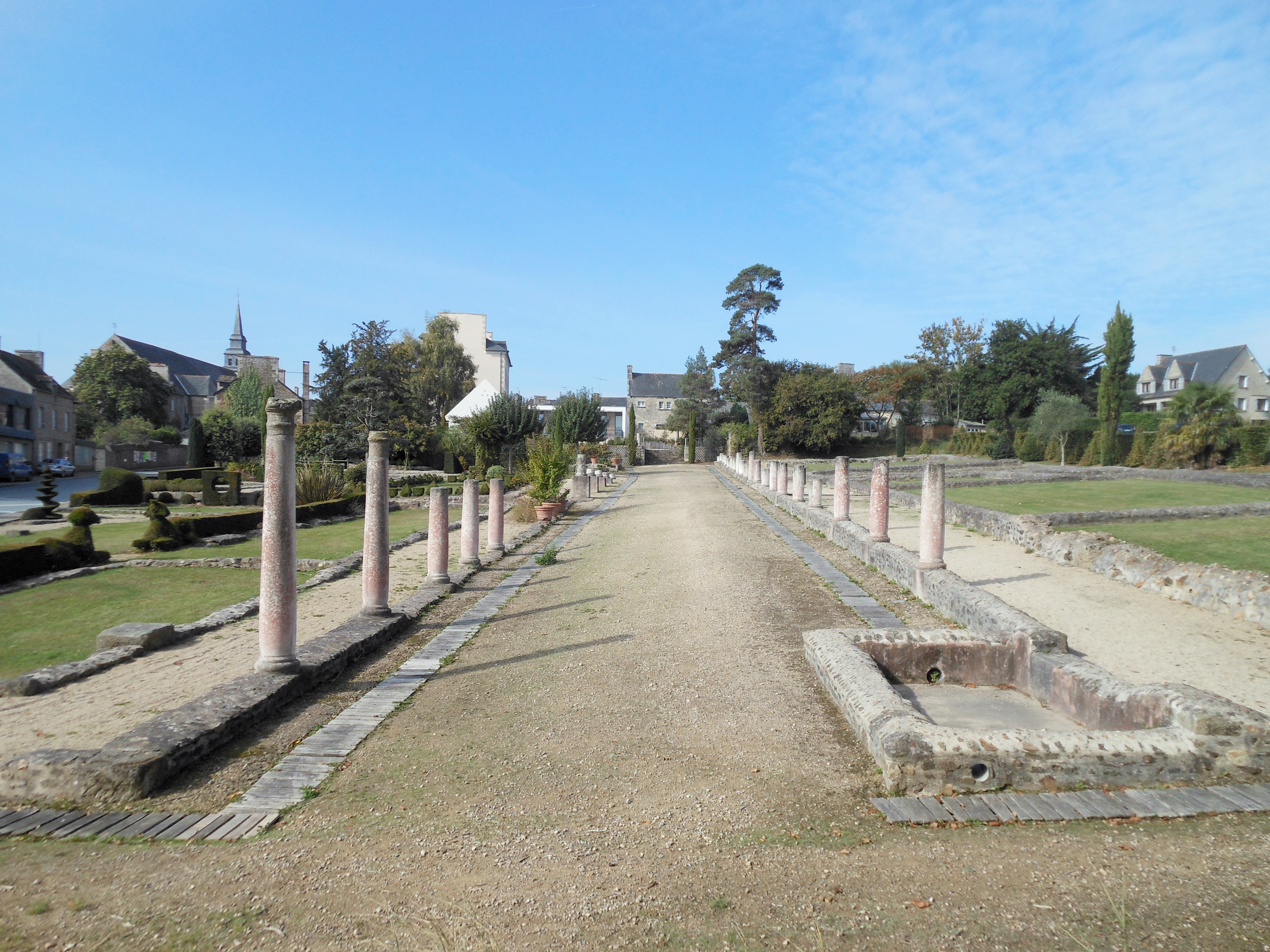
Vestiges gallo-romains du quartier de Monterfil.
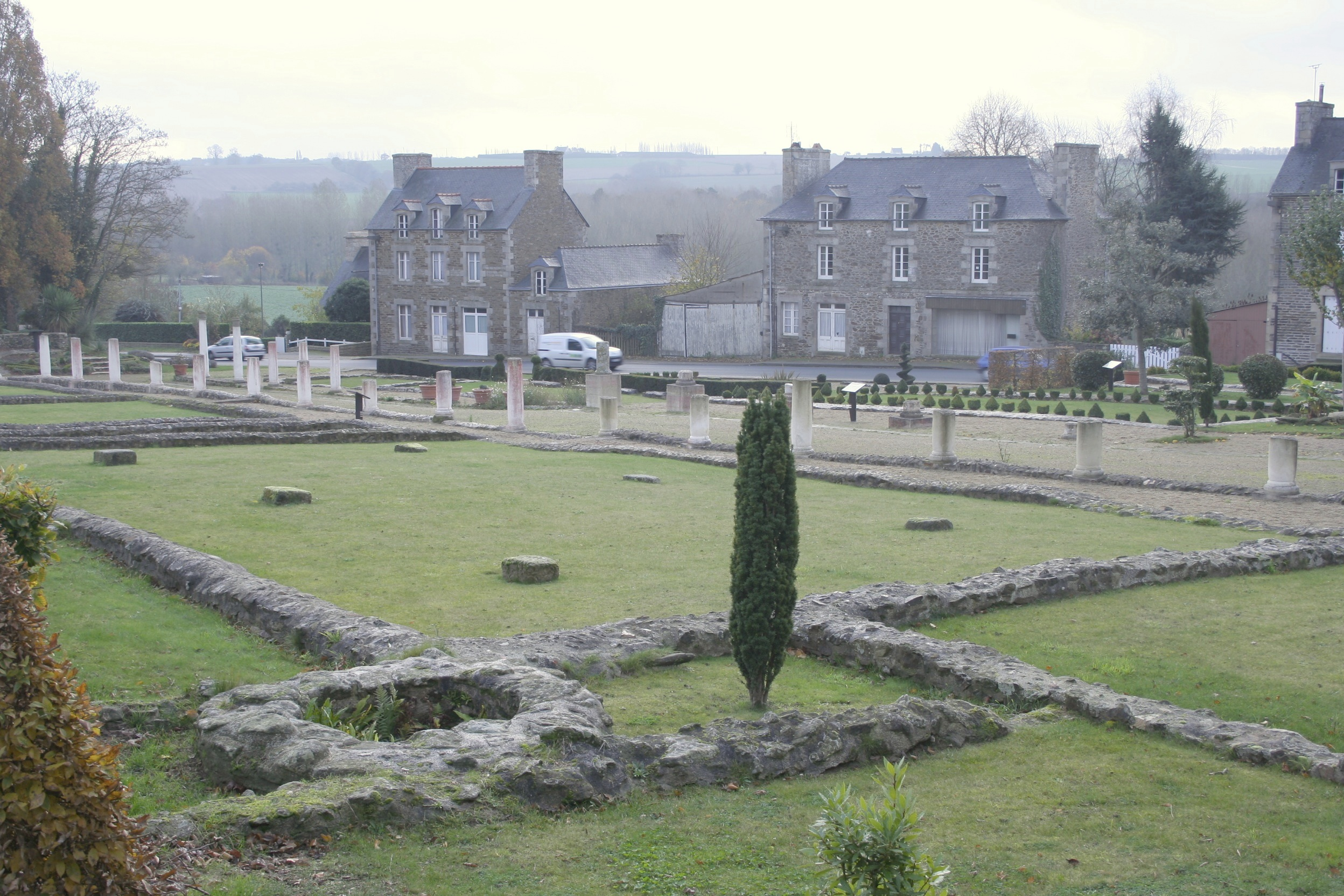

### La colonne de Jupiter
Une colonne dédiée à Jupiter, également connue sous le nom de colonne du « Jardin des antiques », a été exhumée à proximité de l'actuelle église de Corseul. La colonne a été retrouvée de manière fortuite au sein d'un potager vers le milieu du XIXe siècle par l'un des propriétaires du château de Lessart. Seules trois colonnes de ce type, c'est-à-dire construites à destination du dieu jovien, ont été signalées en région Bretagne, les deux autres sites recensés étant localisés pour l'un à Saint-Méloir-des-Bois (département des Côtes-d'Armor), et pour l'autre à Landudal, dans le Finistère.
La colonne de Corseul se présente sous la forme d'un bloc monolithique en pierre granitique et mesure 2,07 mètres de hauteur. Hormis une petite éraflure observée sur l'un des angles de son abaque, le monument à vocation religieuse possède une qualité de conservation significative. La colonne est munie d'une base et d'un chapiteau.
L'assise (ou base) est constituée d'un tore surplombé par un filet et une moulure inversée.
La partie centrale de la colonne, le fût affecte une dimension restreinte par rapport à l'ensemble du monolithe. De surcroît, son épaisseur, assez importante, donne à la colonne un aspect relativement massif et trapu. La partie supérieure du fût se présente sous la forme d'une frise aux motifs torsadés.
Le chapiteau est, quant à lui, composé de trois registres superposés. Le premier observe des décorations en collerettes tronconiques. Les deux autres sections du chapiteau sont constituées par un abaque dit « bipartite », autrement dit à deux registres.

### La borne milliaire et la voie romaine
Des prospections archéologiques récentes ont révélé les vestiges d'une via romana d'importance, et dont l'exploitation est attestée jusqu'au cours du Haut Moyen Âge. Cet itinéraire antique relie probablement la cité gallo-romaine de Fanum Martis (l'actuelle commune de Corseul) à Cæsarodunum (l'actuelle ville de Tours). Les archéologues estiment par ailleurs que le tracé de cette route suit une ligne passant par Bazougers ; Laval (anciennement, la cité de Vallis Castrum) ; puis Saulges ; Bazouge-de-Chemeré ; et enfin les sites de Vindunum (Le Mans) et Le Chenu.

### La nécropole du Courtil Saint-Antoine
Une opération d'archéologie préventive, entreprise en 1986 dans les soubassements d'une habitation privée, a pu mettre en évidence une nécropole à inhumation située au lieu-dit du « Courtil Saint-Antoine ». Sur l'ensemble des vestiges appartenant au complexe funéraire du Courtil, seules 12 sépultures individuelles ainsi qu'une tombe collective ont été fouillées. Les sépultures se présentent sous la forme de fosses rectangulaires à fond plat dont la longueur moyenne est d'environ 1,90 mètre. Au sein de chacune des tombes, les individus sont allongés selon un axe Est-Ouest et mis en bière dans des cercueils confectionnés en bois, dont il ne subsiste que des éléments cloutés en fer. Cette nécropole est attribuée au Bas-Empire gallo-romain et connaît une probable utilisation jusqu'au haut Moyen Âge.
Des analyses archéométriques réalisées sur l'une des sépultures d'époque gallo-romaine et découvertes sur le site du « Courtil Saint-Antoine », ont révélé que certaines des briques maçonnées constituant les parois de la fosse présentent des « marques digitées ». Sur chacune des briques étudiées, au nombre de 7, ces marques sont complétées par des entailles placées du même côté.